# The Week in Chess
The Week in Chess (abgekürzt TWIC) ist eine seit 1994 bestehende periodische Netzpublikation, die über Schachnachrichten informiert. 
Für den schachbezogenen Online-Journalismus besaß The Week in Chess, das vom britischen Schachfachmann Mark Crowther herausgegeben wird, eine Pionierfunktion. Die ursprüngliche Form war ein wöchentliches Posting als Mitteilung innerhalb einer Newsgroup. „TWIC 1“ erschien in der Usenet-Group rec.games.chess am 17. September 1994. Später wurde TWIC auf Crowthers privater Website veröffentlicht und 1998 schließlich auf die Adresse chesscenter.com verlegt. Mittlerweile ist sie unter der URL theweekinchess.com zu finden.
Die Berichterstattung erstreckt sich auf Nachrichten, Turnierergebnisse und (teilweise kommentierte) Partien im PGN-Format. Innerhalb kurzer Zeit galt TWIC als international führende Quelle im Internet auf dem Gebiet der Schachnachrichten. Crowther kam dabei zugute, dass viele freiwillige Mitarbeiter mithalfen, ihn mit Ergebnissen von Schachturnieren und anderen Nachrichten zu versorgen.
Trotz der wachsenden Anzahl von Schachwebsites nimmt The Week in Chess weiterhin eine anerkannte Stellung als zuverlässiges Nachrichtenmedium ein. TWIC hat heute die Form eines wöchentlichen Newsletters. Bei wichtigen Schachereignissen wird die Website täglich aktualisiert (sie enthält ferner einen ausgebauten Rezensionsteil). Für die Nutzer ist TWIC kostenfrei. Die Finanzierung erfolgte durch Anzeigen sowie den Verkauf von Büchern und Software der Firma „London Chess Centre“. Da die Einnahmen hinter den Erwartungen zurückblieben, gab Crowther Ende August 2012 bekannt, dass die Unterstützung von TWIC durch das London Chess Centre beendet wird. 